# Andy Schleck

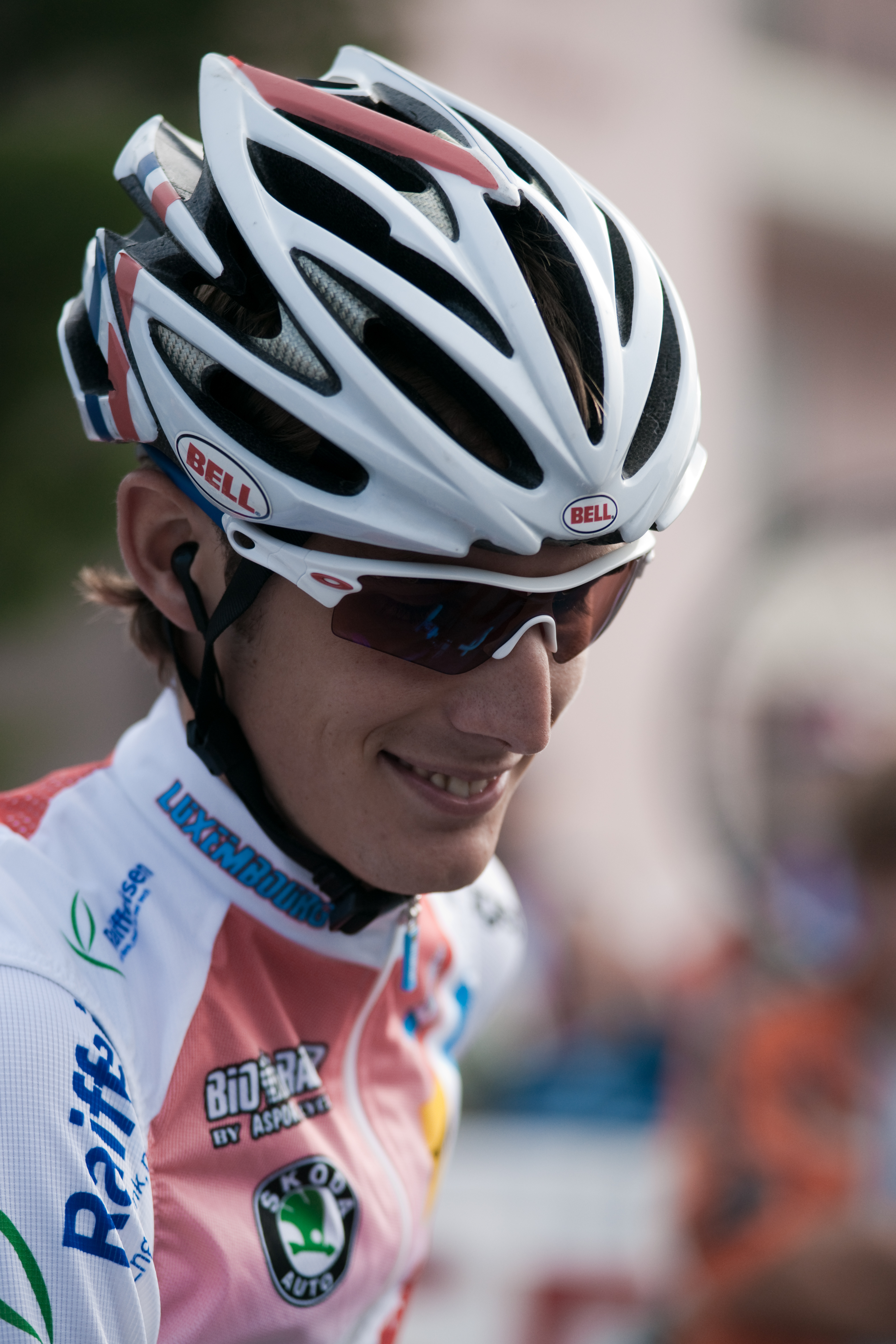
Andy Schleck

Andy Raymond Schleck (* 10. Juni 1985 in Luxemburg) ist ein ehemaliger luxemburgischer Radrennfahrer. Seine größten Erfolge waren der nach der Disqualifikation von Alberto Contador zuerkannte Gewinn der Tour de France 2010 und der Klassikersieg bei Lüttich–Bastogne–Lüttich 2009.

## Sportliche Karriere
Im Jahre 2005 unterschrieb Andy Schleck im Alter von 19 Jahren seinen ersten Profivertrag beim dänischen Team CSC-Saxo Bank von Bjarne Riis, bei dem auch sein fünf Jahre älterer Bruder Fränk fuhr.
Beim Giro d’Italia 2007 machte Schleck das erste Mal bei einer großen Rundfahrt auf sich aufmerksam, als er im Gesamtklassement den zweiten Rang hinter dem Italiener Danilo Di Luca belegte und das Trikot des besten Jungprofis gewann. Im Jahr 2008 nahm er erstmals an der Tour de France als Teamkollege des späteren Siegers Carlos Sastre teil, erreichte dort den 12. Rang und gewann das Weiße Trikot des besten Jungprofis.
Bei der Flèche Wallonne 2009 belegte Andy Schleck den zweiten Platz hinter dem Italiener Davide Rebellin. Vier Tage danach fuhr er seinen ersten großen Sieg ein: der damals 23 Jahre alte Luxemburger gewann im Alleingang den Klassiker Lüttich–Bastogne–Lüttich 1:17 Minuten vor dem Zweitplatzierten. Die anschließende Tour de France 2009 beendete er als Zweiter des Gesamtklassement mit 4:11 Minuten Rückstand auf den Sieger Alberto Contador. Außerdem gewann er zum zweiten Mal das Weiße Trikot des besten Jungprofis.
Andy Schleck gewann die achte Etappe der Tour de France 2010 und holte sich auf der 9. Etappe das Gelbe Trikot, welches er auf der 15. Etappe durch einen technischen Defekt wieder verlor. Schleck konnte auch die 17. Etappe hinauf zum Col du Tourmalet für sich entscheiden. Im Gesamtklassement wurde er Zweiter mit 39 Sekunden Rückstand auf Alberto Contador. Das Weiße Trikot des besten Jungprofis konnte er zum dritten Mal gewinnen. Nachdem der Internationale Sportgerichtshof (CAS) am 6. Februar 2012 Contador den Sieg der Tour de France 2010 wegen Dopings aberkannt hatte, erhielt Schleck am 29. Mai 2012 offiziell das Gelbe Trikot des Toursiegers 2010 überreicht.
Die Tour de France 2011 schloss Andy Schleck als Zweiter mit 1:34 Minuten Rückstand auf Cadel Evans ab. Er gewann nach langer Solofahrt die 18. Etappe auf den Col du Galibier und auf der 19. Etappe nach Alpe d’Huez eroberte er zum zweiten Mal in seiner Karriere das Gelbe Trikot vom Franzosen Thomas Voeckler. Beim Zeitfahren am nächsten Tag verlor er die Gesamtführung wieder.
In den Jahren 2009 bis 2011 wurde er dreimal in Folge zum luxemburgischen Sportler des Jahres gewählt.
Schleck startete mit schwacher Form in die Saison 2012. Nachdem er sich bei einem Sturz beim Critérium du Dauphiné das Kreuzbein gebrochen hatte, verpasste er die Tour de France. Er kehrte erst im Herbst in den Rennbetrieb zurück.
Auch in den Jahren 2013 und 2014 konnte Andy Schleck nicht an die Erfolge vergangener Jahre anknüpfen. Nachdem er im Frühjahr 2013 zahlreiche Rennen nicht beendet oder nur hintere Platzierungen erzielt hatte, kam er bei der Tour de France auf den 20. Rang. Auch im Jahr 2014 konnte er keinerlei Erfolge erzielen und musste die Tour de France aufgeben, nachdem er sich auf der 4. Etappe bei einem Sturz die Kollateral- und Kreuzbänder sowie den Meniskus gerissen und sich einen Knorpelschaden im rechten Knie zugezogen hatte. Am 9. Oktober 2014 gab er das Ende seiner Radsportkarriere bekannt. Am 27. November 2014 wurde Schleck in Paris nachträglich für seinen Sieg bei der Tour de France 2010 ausgezeichnet; Frankreichs Präsident François Hollande überreichte ihm im Élysée-Palast die Siegertrophäe.

## Soziales Engagement
Andy Schleck unterstützte 2013 zusammen mit anderen Prominenten wie Colin Firth und Vivienne Westwood die Kampagne der Menschenrechtsorganisation Survival International zum Schutz der Awá, eines bedrohten indigenen Volkes im Amazonasgebiet in Brasilien.

## Familie
Andy Schleck ist der jüngste von drei Söhnen des ehemaligen luxemburgischen Radprofis Johny Schleck. 2015 wurde er Vater. Im Februar 2017 heiratete er in Bad Mondorf seine Freundin Jil Delvaux.

## Erfolge
2004
- Luxemburger Meister – Straßenrennen (U23)
- Luxemburger Meister – Einzelzeitfahren (U23)
- Flèche du Sud

2005
- Luxemburger Meister – Einzelzeitfahren

2006
- zwei Etappen Sachsen-Tour
- Bergwertung Tour of Britain

2007
- Nachwuchswertung Giro d’Italia

2008
- Nachwuchswertung Tour de France
- Mannschaftszeitfahren Polen-Rundfahrt

2009
- Lüttich–Bastogne–Lüttich
- eine Etappe Luxemburg-Rundfahrt
- Nachwuchswertung Tour de France
- Luxemburger Meister – Straßenrennen

2010
- Luxemburger Meister – Einzelzeitfahren
- Gesamtwertung,  Nachwuchswertung und zwei Etappen Tour de France

2011
- Bergwertung Tour de Suisse
- eine Etappe Tour de France

## Grand-Tour-Platzierungen
| Grand Tour            | 2007 | 2008 | 2009 | 2010 | 2011 | 2012 | 2013 | 2014 |
| --------------------- | ---- | ---- | ---- | ---- | ---- | ---- | ---- | ---- |
| Giro d’ItaliaGiro     | 2    | –    | –    | –    | –    | –    | –    | –    |
| Tour de FranceTour    | –    | 11   | 2    | 1    | 2    | –    | 20   | WD   |
| Vuelta a EspañaVuelta | –    | –    | DNF  | DNF  | –    | –    | –    | –    |